# Ealhmund del Kent
Ealhmund (745 – 827) figlio di Eafa del Wessex, regnò sul Kent nel 784.

## Biografia
Non avendo coniato monete, l'unica evidenza del tempo di Ealhmund fu un estratto di una carta risalente al 784, in cui Ealhmund concesse terreni all'abate di Reculver. In questa carta è identificato come Ealmundus rex Canciæ. Entro l'anno seguente, Offa di Mercia sembra aver governato direttamente, dal momento che emise una carta priva di menzioni a sovrani locali.
Il consenso generale tra gli storici è che costui è lo stesso Ealhmund trovato in due genealogie nella Cronaca di Parker, compilata durante il regno di Alfredo il Grande. La prefazione genealogica al manoscritto, nonché la voce annale (anni 855–859) che descrive la morte di Etelvulfo del Wessex, rendono il re Egberto, figlio di un certo Ealhmund, a sua volta figlio di Eafa, nipote di Eoppa, e bisnipote di Ingild, fratello del re Ine del Wessex, e discendente del capositipite Cerdic, e pertanto membro del Casato del Wessex. Un'ulteriore voce, aggiunta posteriormente nell'annale del 784, riporta il regno di Ealhmund nel Kent.
Infine, nella versione nota come Canterbury Bilingual Epitome, originariamente compilata dopo la conquista normanna dell'Inghilterra, uno scriba ha parimenti aggiunto la menzione del regno di Kent di Ealhmund, specificando esplicitamente la paternità di Egberto.  Basandosi su tale ricostruzione, secondo cui un rampollo del Wessex diventò re del Kent, il suo stesso nome e il nome del figlio, entrambi di origine kentese, plausibilmente suggeriscono la madre di Egberto fosse della casa reale del Kent; tale collegamento è però rigettato da una recente analisi critica.
La storica Heather Edwards ha suggerito che Ealhmund fosse probabilmente un rampollo reale del Kent, la cui genealogia fu contraffata per dare al figlio Egberto la discendenza da Cerdic, requisito per regnare sul Wessex.